# Vita su Europa
La presenza di forme di vita su Europa, uno dei satelliti naturali di Giove, è ritenuta possibile al di sotto della sua crosta ghiacciata. Europa è ritenuto uno dei luoghi con la più alta probabilità di ospitare forme di vita extraterrestre in tutto il sistema solare. Ci sono condizioni compatibili con la vita negli oceani che si suppone si trovino sotto i ghiacci. Si tratterebbe di ambienti molto simili alle bocche idrotermali presenti sulla terra nelle profondità degli oceani e in special modo al Lago Vostok, in Antartide. La vita in un oceano del genere potrebbe somigliare alla vita microbica presente sulla Terra nelle profondità oceaniche. La scoperta di vita su Europa potrebbe permetterci di comprendere meglio come questa si sia evoluta anche sulla Terra. In ogni caso, non ci sono prove dirette di forme di vita su Europa, ma la presenza di acqua liquida ha stimolato la richiesta a inviare una sonda sul satellite.

## Scoperta della chemiosintesi

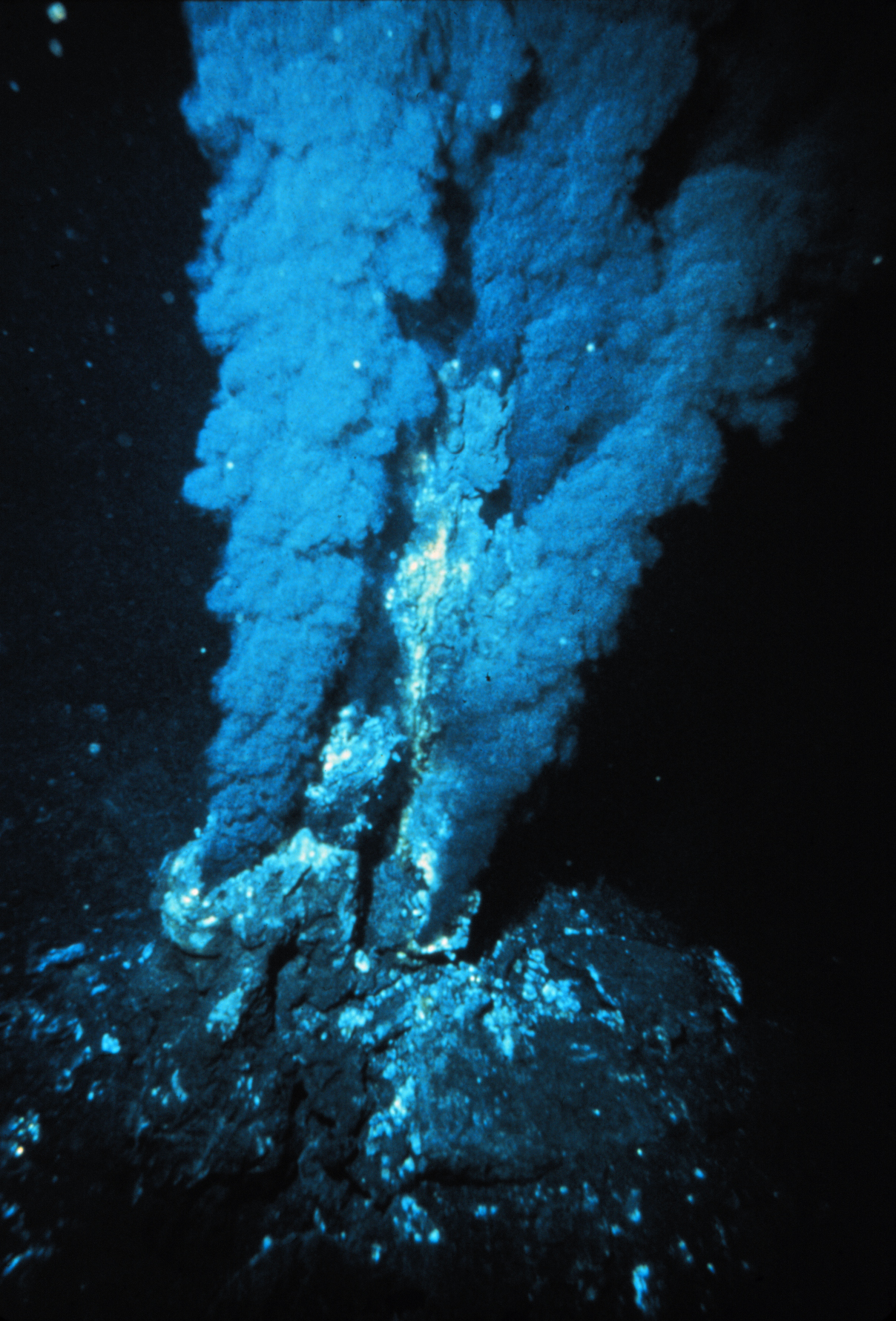
Una fumarola nera nell'Oceano Atlantico. Alimentate da energia geotermica, questo e altri tipi di bocche idrotermali creano squilibri chimici in grado di supportare la vita.

Fino agli anni settanta la vita, come è generalmente conosciuta, era ritenuta completamente dipendente dall'energia proveniente dal Sole. Le piante sulla superficie terrestre catturano energia dalla luce solare ed effettuano la fotosintesi clorofilliana per sintetizzare gli zuccheri dall'anidride carbonica e dall'acqua, rilasciando ossigeno durante il processo, per poi essere mangiate da animali che respirano ossigeno, trasferendo la loro energia nella catena alimentare. Anche la vita nelle profondità oceaniche molto al di sotto della zona eufotica era ritenuta dipendente, per il proprio nutrimento, dai detriti organici che piovevano dalla superficie o da prede che dipendevano a loro volta da quel nutrimento.

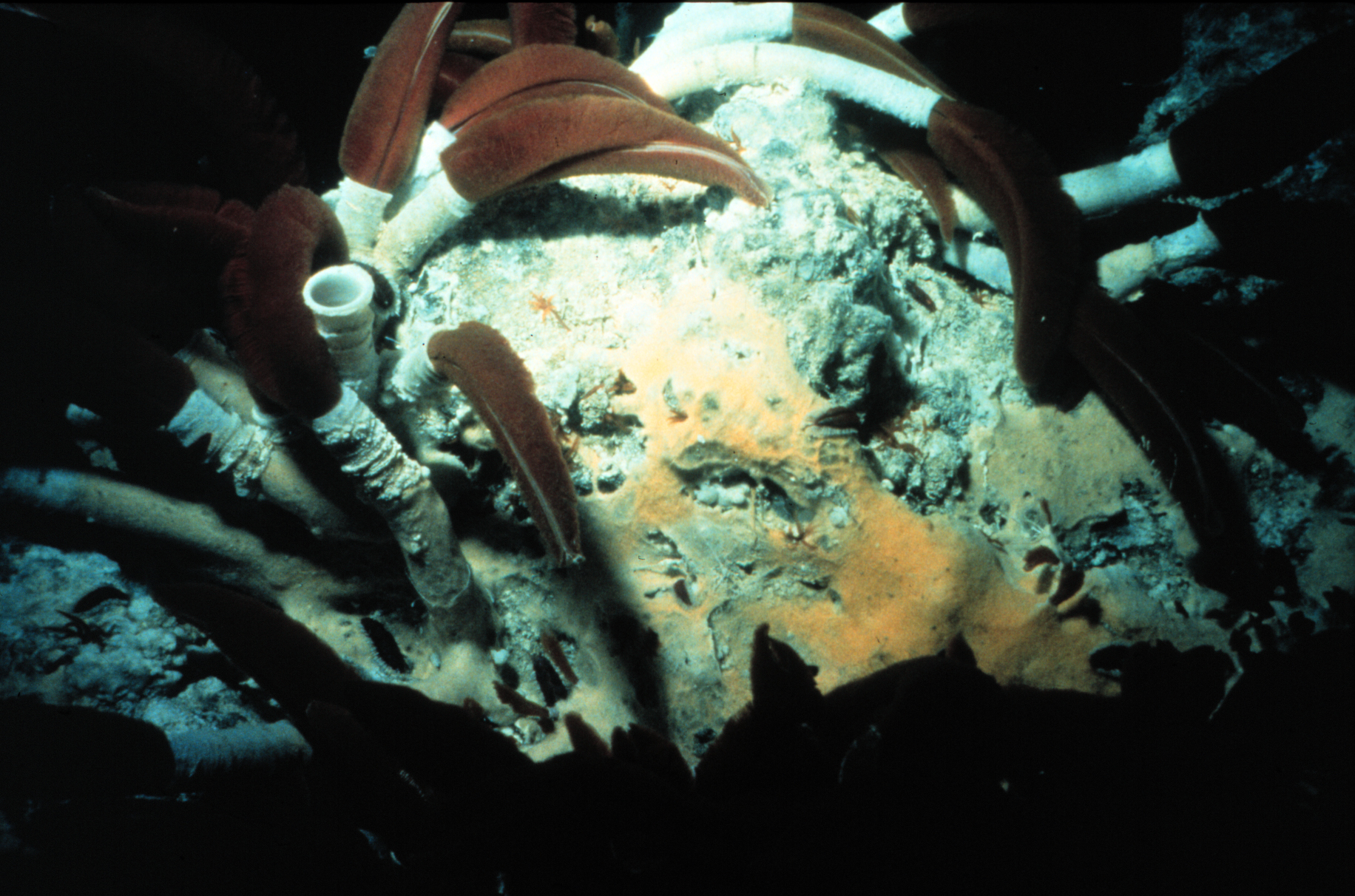
Colonia di vermi tubo giganti accanto a una spaccatura nell'Oceano Pacifico. I vermi necessitano di ossigeno (perciò il loro sangue è di colore rosso).

Si pensava perciò che le possibilità di un pianeta di ospitare la vita dipendessero dall'illuminazione ricevuta dal Sole. Tuttavia, nel 1977, durante un'immersione esplorativa alle Galápagos con il sommergibile Alvin, un gruppo di ricercatori diretto da Robert Ballard e finanziato dalla National Oceanic and Atmospheric Administration (NOAA) scoprì colonie di vermi tubo giganti, vongole, crostacei, mitili e varie altre creature raggruppate attorno a una fumarola nera. Queste creature prosperano nonostante la mancanza di luce solare e costituiscono una catena alimentare del tutto indipendente, la cui base è un batterio che ricava energia dall'ossidazione di sostanze chimiche reattive, come l'idrogeno e l'acido solfidrico, che provengono dall'interno della Terra. Questo processo, chiamato chemiosintesi batterica, ha rivoluzionato lo studio della biologia rivelando che l'esistenza della vita richiede solamente acqua ed energia, e non dipende necessariamente dal Sole. Ha aperto inoltre numerose strade all'astrobiologia espandendo notevolmente il numero di possibili habitat extraterrestri.

## Potenziale per la vita

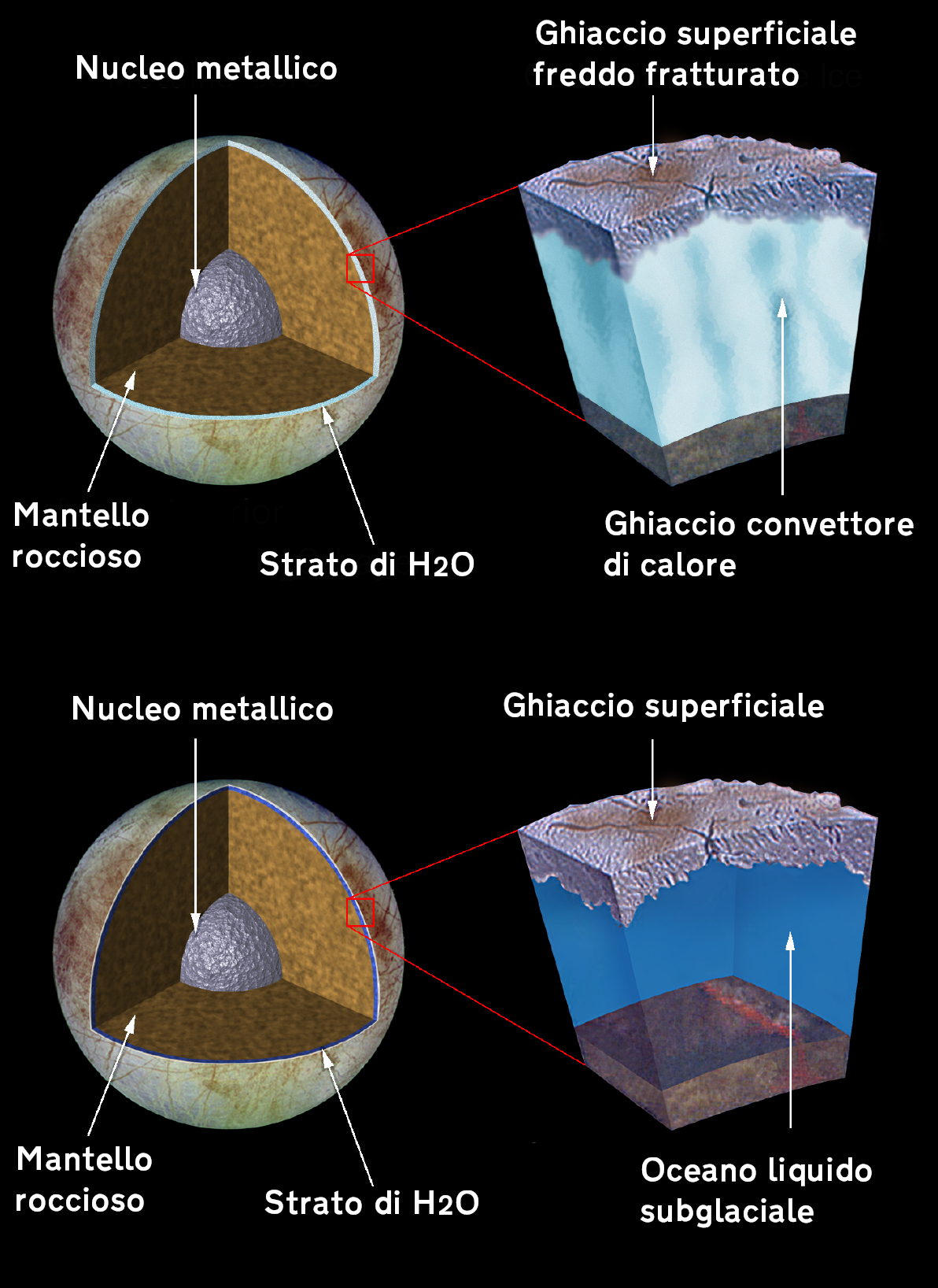
Due possibili modelli della struttura al di sotto della crosta ghiacciata di Europa.

### Oceano sotto i ghiacci
La fonte primaria di speculazione sulla possibilità di vita su Europa è data dalla probabile presenza di un oceano sotto i ghiacci che la ricoprono. Al di sotto di un certo spessore, infatti, le forze di marea potrebbero aver fuso il ghiaccio più interno, lasciandolo sotto forma di acqua liquida. Questa teoria è supportata dal fatto che il ghiaccio in superficie è molto levigato, il che fa supporre che l'acqua liquida, risalga in superficie a seguito di grandi impatti meteoritici dove congelerebbe di nuovo saldando la crepa, lasciando la superficie estremamente levigata.
Uno dei principali obiettivi scientifici riguardante il satellite consiste infatti nel determinare se questo oceano è realmente presente o se almeno in alcuni punti è possibile la formazione di acqua liquida. Anche se la presenza di un oceano è ormai quasi accertata da evidenze geologiche e geofisiche, rimane aperto il dibattito sullo spessore del ghiaccio in superficie e dell'oceano stesso.
L'analisi dei dati della sonda Galileo ha permesso di avere evidenze di una quantità d'acqua liquida stimata pari ai Grandi Laghi americani e di uno scambio di materiale tra lo strato ghiacciato esterno e l'acqua liquida sottostante che aumenta le probabilità di ospitare forme di vita.

### Fonti di energia
L'energia è uno degli ingredienti fondamentali della vita. Nel caso di un'origine organica, è richiesta energia sia per darle l'avvio, sia per sostenerla nel tempo.
La principale fonte di energia di Europa è fornita dalle forze di marea di Giove che mantiene l'interno del satellite geologicamente attivo, effetto visibile in modo più evidente sulla vicina luna Io. Europa orbita intorno a Giove in tre giorni e mezzo e, come la nostra Luna, mostra a Giove sempre la stessa faccia. Le forze di marea provocano all'interno di Europa continui movimenti, il che può rendere l'oceano interno abbastanza caldo da poter ospitare forme di vita.
Mentre Europa, come la Terra, può avere una energia interna dovuta al decadimento radioattivo, l'energia generata dalle forze di marea sarebbe comunque alcuni ordini di magnitudine più intensa di qualunque sorgente radiologica. Del resto, l'energia solare non potrebbe mai sostenere un ecosistema tanto grande e diversificato come quello basato sulla fotosintesi che si trova sulla superficie terrestre. Europa, infatti, dista dal Sole circa 5 volte più della Terra e riceve quindi solo un venticinquesimo del calore che arriva sul nostro pianeta.

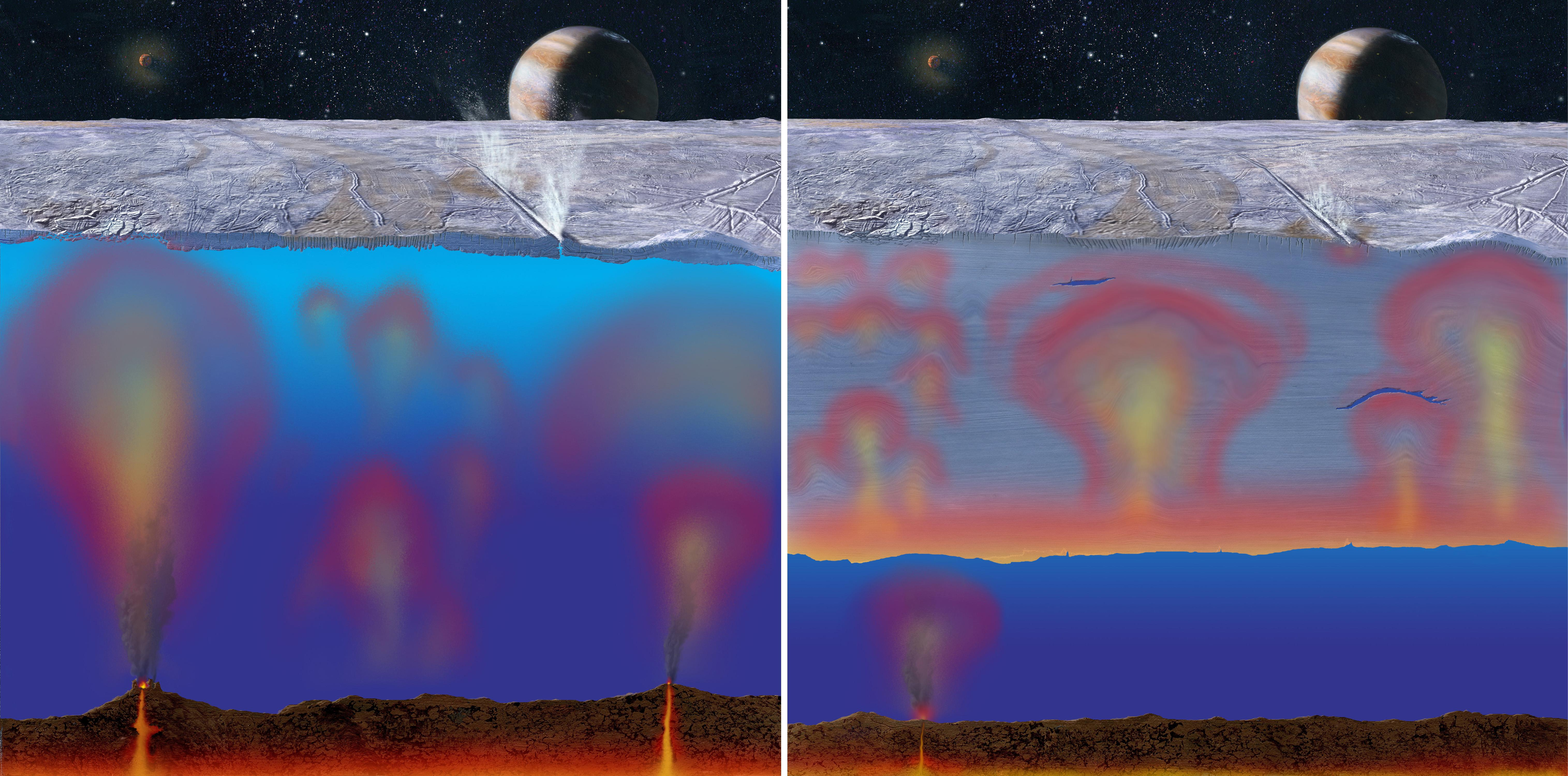
Confronto tra i probabili effetti del calore, prodotto dal vulcanesimo, in presenza di uno strato di ghiaccio sottile o spesso. NASA/JPL

#### Attività vulcanica
La sonda Galileo individuò in alcune aree di Europa fuoriuscite di biossido di carbonio e di biossido di zolfo, entrambi possibili segnali di vulcanesimo. Il calore che i vulcani possono generare sale fino in superficie, trasportato dalle correnti oceaniche. A questo punto si hanno due diverse situazioni: se il calore è elevato e la crosta di ghiaccio è sottile, questa fonderà direttamente, generando delle regioni dette chaos; se invece la crosta di ghiaccio è abbastanza spessa, il calore interno sarà trasferito ai ghiacci meno freddi nella parte inferiore della crosta e sarà generato altro calore dalla compressione del ghiaccio appena riscaldato che, come nei ghiacciai terrestri, tenderà a salire lentamente verso l'alto. Questi continui movimenti dell'oceano di Europa potrebbero causare rotture della crosta, calore e anche la possibilità che vapore acqueo fuoriesca sopra la superficie.

### Elementi biogenici
Analisi spettroscopiche effettuate dalla sonda Galileo suggeriscono la presenza di molecole organiche su Europa.
È stato dimostrato che ai primordi della formazione della Terra gli impatti meteoritici sono stati una possibile fonte di composti organici. Lo shock dell'impatto, inoltre, può aver dato il via a processi di sintesi organica. È logico supporre, quindi, che un processo simile possa aver avuto luogo anche su Europa.
Simulazioni al computer hanno mostrato che gli impatti di comete nel tempo hanno portato su Europa da 1 a 10 Gt di carbonio, un po' più di quello che c'è nei 200 metri superiori di tutto l'oceano terrestre, ma circa 2 ordini di magnitudine in meno se si considera l'intero oceano. Questo dimostrerebbe che, indipendentemente dalle condizioni iniziali, Europa dispone di una notevole riserva di elementi biogenici, con forti implicazioni nella possibilità di sostenere la vita.

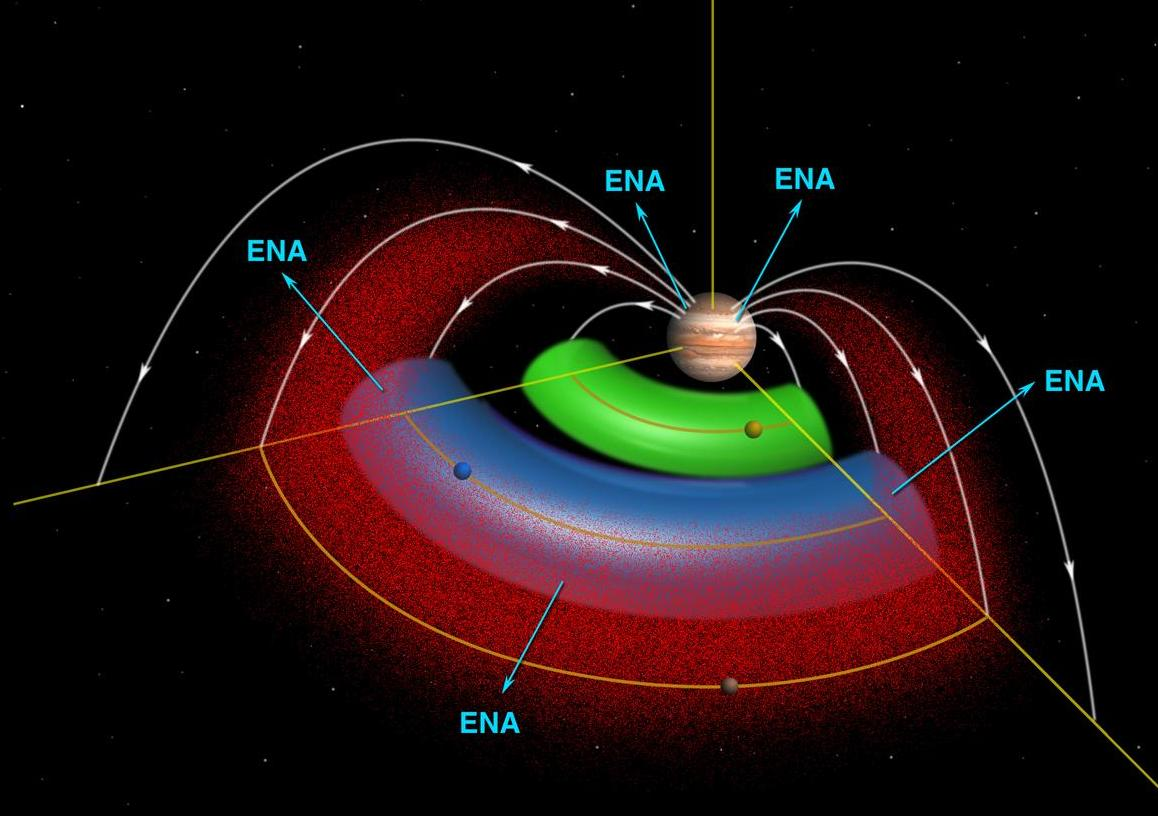
Particelle cariche ad alta energia intorno a Giove. Si vedono Europa (in verde) e Io (in blu).

#### Bombardamento magnetico
Europa è situato all'interno della magnetosfera di Giove, il che lo rende bersaglio di un continuo bombardamento di ioni ed elettroni intrappolati all'interno del campo magnetico del gigante gassoso. Questi bombardamenti producono ossidanti ed altri elementi biogenici che, se riescono a passare attraverso il ghiaccio fino all'oceano, possono favorire la presenza di vita. Il bombardamento delle particelle cariche intrappolate nella magnetosfera di Giove, infatti, insieme alla tenue luce solare, riscaldano il ghiaccio sulla superficie di Europa fino a far produrre vapore acqueo che, dopo una serie di reazioni chimiche provocate dalla radiolisi, dà luogo alla formazione di ossigeno. Considerando un apporto di ossigeno pari a circa 3 × 1011 mol/anno, e livelli di respirazione simili a quelli terrestri, alcune stime attribuiscono a Europa la possibilità di sostenere circa 3 milioni di tonnellate di macrofauna.

## Possibile presenza di vita

### Possibili forme di vita

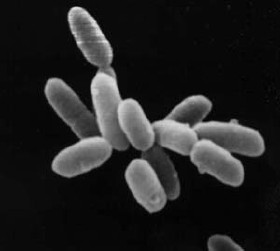
Un halobacterium, una possibile forma di vita presente su Europa.

Mentre i vermi tubo e altri organismi eucarioti multicellulari intorno alle bocche idrotermali terrestri respirano ossigeno e sono perciò indirettamente dipendenti dalla fotosintesi clorofilliana, gli archei e i batteri chemiosintetici anaerobici che abitano lo stesso ecosistema forniscono un possibile modello di vita per gli oceani presenti su Europa.
La vita potrebbe esistere raggruppata attorno alle bocche idrotermali sul pavimento oceanico, o sotto di esso, dove si sa che sulla Terra abitano gli endoliti. In alternativa, la vita potrebbe esistere aggrappata alla superficie inferiore dello strato di ghiaccio che ricopre il satellite, come le alghe e i batteri nelle regioni polari della Terra, o addirittura galleggiando liberamente sulla superficie dell'oceano. Comunque, se i ghiacci di Europa fossero troppo freddi i processi biologici simili a quelli che conosciamo sulla Terra potrebbero non avere luogo. Non si conoscono infatti organismi che crescano al di sotto di -30 °C e gli oceani di Europa potrebbero avere una temperatura tra i -50 °C e i -60 °C; potrebbe quindi essere troppo freddo per lo sviluppo della vita.
Analogamente, se i ghiacci fossero troppo salati, solo estremi alofili potrebbero sopravvivere in quell'ambiente. Anche un oceano acido, se presente, potrebbe costituire una limitazione alla vita.
È stato anche ipotizzato che in presenza di un significativo ricambio dello strato superiore dei ghiacci, sarebbe possibile trovare su Europa anche qualche esempio di macrofauna.
Un'altra possibilità risulta dalla scoperta, in Antartide, di microbi che possono rimanere in ibernazione per milioni di anni, aspettando di risvegliarsi in condizioni particolarmente favorevoli; un processo simile potrebbe valere anche per eventuali organismi presenti su Europa.

### Le nuvole di solfuro
Nel 1999 la sonda Galileo permise l'individuazione di evidenti tracce di acido solforico su Europa. L'acido solforico è presente in natura, ma in quantità minore rispetto a quella riscontrata. È stato ipotizzato, quindi, che questo sia prodotto come scarto da colonie batteriche viventi sotto la superficie. L'ipotesi è criticata comunque da altri scienziati che sostengono che l'acido solforico possa provenire dal vicino satellite Io, che ne contiene in abbondanza, o da eruzioni vulcaniche nelle profondità marine di Europa, che possono aver portato acido solforico fino in superficie.

### Le striature

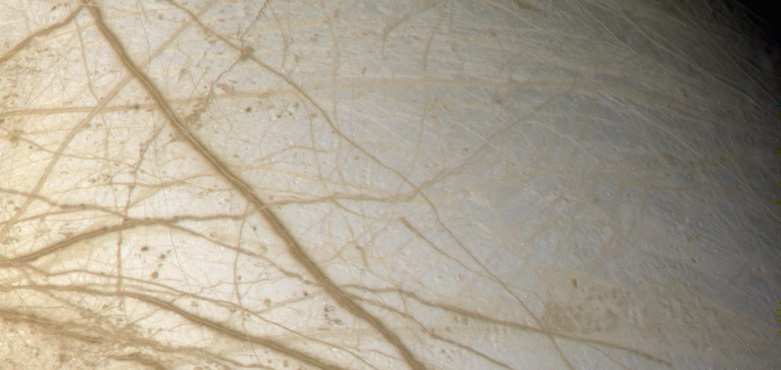
Immagine a colori "quasi" naturali di Europa dalla sonda Galileo.

Europa è uno degli oggetti più lisci di tutto il Sistema solare. Pertanto una caratteristica notevole consiste in una serie di striature scure che attraversano, incrociandosi tra di loro, l'intero satellite. Le bande più larghe sono di circa 20 km con dei bordi leggermente scuri, striature regolari, e una banda centrale di materiale più chiaro. Un esame da vicino mostra che i bordi della crosta di Europa su ogni lato delle crepe si sono mossi rispetto agli altri. L'ipotesi più probabile è che queste striature siano state prodotte dall'eruzione di ghiaccio più caldo di quello superficiale, spaccando lo strato esterno e aprendolo, lasciando quindi esposti i più caldi strati sottostanti.
Alcuni scienziati hanno speculato sull'ipotesi che a dare colore a queste striature siano microorganismi sospesi nel ghiaccio di Europa. Per testare questa teoria il geologo planetario Brad Dalton ha comparato la firma infrarossa del ghiaccio di Europa con quello di alcuni microorganismi viventi presso delle bocche idrotermali del parco nazionale di Yellowstone scoprendo che risultano molto simili. In ogni caso, i microorganismi usati da Dalton erano alghe fotosintetiche, non simili perciò a quelli che si potrebbero trovare su Europa; l'esperimento, inoltre, è stato fatto a temperatura ambiente, mentre su Europa si è a oltre 100 gradi sotto zero.

## Condizioni estreme simili sulla Terra
Negli anni 2000 gli scienziati sono arrivati alla conclusione che sulla Terra, ovunque sia possibile trovare acqua allo stato liquido, sono presenti forme di vita. Condizioni estreme in temperatura, radiazione, pressione, essiccazione, salinità e pH sono tutte superate da forme di vita in presenza di acqua liquida. Anche se Europa è al di là di quella che viene comunemente considerata zona abitabile nel nostro sistema solare, la presenza di forme di vita in condizioni estreme sulla Terra fa aumentare la possibilità che sia possibile trovarne anche negli angusti ambienti di Europa.
Esempi di ambienti estremi sulla Terra sono il già citato Lago Vostok e le sorgenti idrotermali del Golfo del Messico.

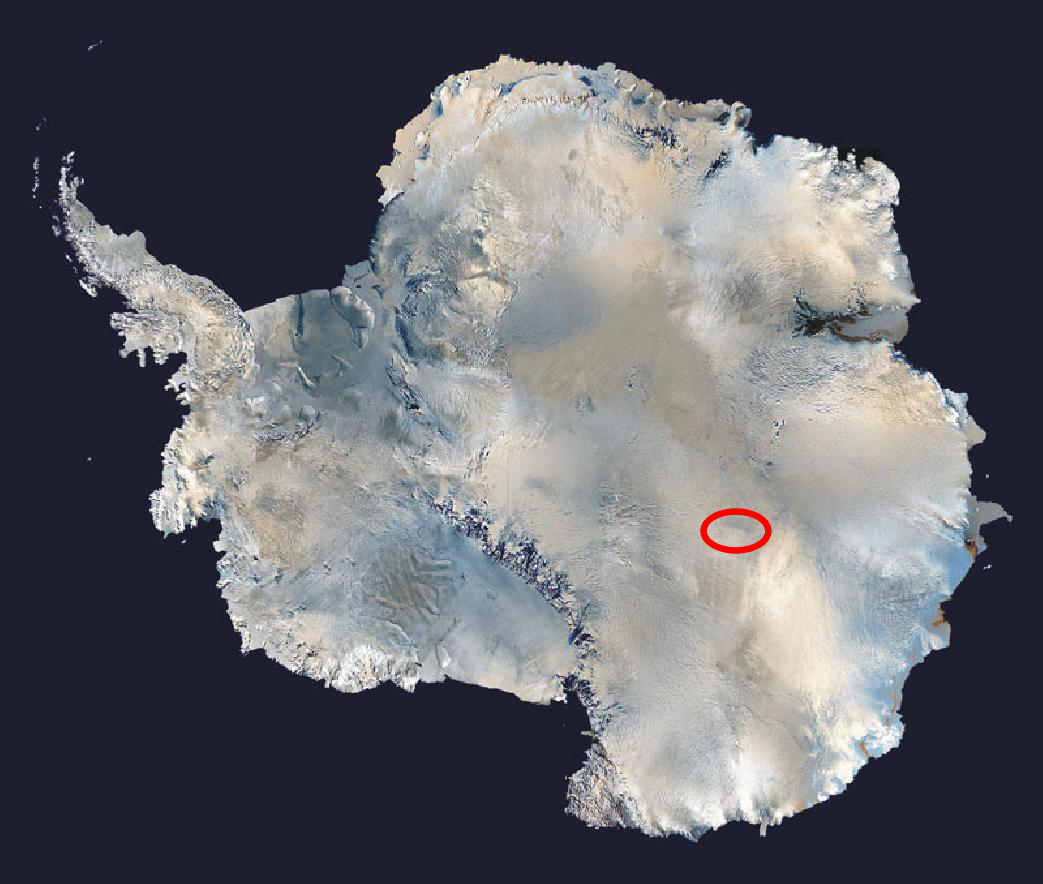
Posizione del lago Vostok, in Antartide.

### Lago Vostok
Il lago Vostok è probabilmente l'ambiente terrestre più simile a Europa. Situato nel continente antartico, è sepolto sotto 4 chilometri di ghiaccio da almeno 25 milioni di anni. Lo spessore del ghiaccio non permette alcun tipo di processo fotosintetico, il che fa di quest'ambiente un modello ideale per determinare come una potenziale biosfera potrebbe sopravvivere negli oceani di Europa.
Lo studio del lago Vostok non è utile solamente per capire come la vita possa sopravvivere in laghi sotto i ghiacci, ma fornirà agli scienziati anche un luogo equivalente sulla Terra dove poter testare le tecnologie necessarie all'invio di sonde robotiche su Europa.

### Golfo del Messico
È stato proposto su Europa un possibile ecosistema basato sulla chemiosintesi, che include processi di metanogenesi e riduzione di zolfo e ossido di ferro. Organismi eterotrofi potrebbero quindi sopravvivere grazie agli scarti di altri organismi chemiosintetici.
Un luogo sulla Terra dove sono presenti simili condizioni si trova sulla scarpata continentale del Golfo del Messico, dove colonie di batteri chemiosintetici sopravvivono tramite la riduzione di carbonio e metano, senza necessità di energia dal Sole. Se Europa ha ancora un interno geologicamente attivo gli squilibri termodinamici potrebbero fornire nutrienti ed energia per un ecosistema simile a quello del Golfo del Messico. Il problema principale risiede nelle sconosciute caratteristiche del presunto oceano sotto i ghiacci di Europa, che non permette di fare ulteriori paragoni.

## Considerazioni
Nel settembre del 2009 lo scienziato planetario Richard Greenberg ha calcolato che i raggi cosmici che colpiscono la superficie di Europa convertono il ghiaccio in ossidanti, che potrebbero quindi essere assorbiti dall'oceano fino a riempire le crepe. Attraverso questo processo, Greenberg ha calcolato che gli oceani di Europa potrebbero raggiungere una concentrazione di ossigeno maggiore di quelli della Terra in appena qualche milione di anni. Questo permetterebbe a Europa non solo di supportare semplice vita microbica anaerobica, ma potenzialmente grandi organismi aerobici come sono, ad esempio, i pesci.
Nel 2006 Robert T. Pappalardo, un assistente professore nel Laboratory for Atmospheric and Space Physics (LASP) dell'University of Colorado, ha detto:
(Robert T. Pappalardo)

## Proposte di esplorazione

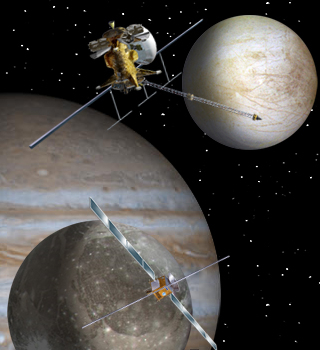
Rappresentazione artistica dell'Europa Jupiter System Mission nel sistema di Giove: Jupiter Europa Orbiter in alto, Jupiter Ganymede Orbiter in basso.

Sono state fatte numerose proposte per future missioni su Europa. Gli scopi principali di queste missioni vanno dallo studio della composizione chimica di Europa alla ricerca di vita extraterrestre nel sottostrato oceanico. Qualsiasi missione, comunque, necessiterebbe di elevate protezioni contro gli alti livelli di radiazione mantenuti da Giove: Europa, infatti, riceve circa 540 rem di radiazione al giorno.

### Proposte di sonde spaziali
I piani di invio di una sonda su Europa alla ricerca di acqua liquida e possibili forme di vita sono stati afflitti da false partenze e tagli ai budget.

#### Europa Jupiter System Mission
Proposta per il lancio nel 2020, l'Europa Jupiter System Mission (EJSM) è una proposta congiunta NASA/ESA per l'esplorazione delle lune di Giove. Nel febbraio 2009 è stato annunciato che la priorità di questa missione ha superato quella della Titan Saturn System Mission. Il contributo dell'ESA, comunque, è ancora incerto; lo stanziamento dei fondi è infatti in competizione con altri progetti dell'ESA stessa. L'EJSM consiste nel Jupiter Europa Orbiter (JEO) della NASA, il Jupiter Ganymede Orbiter (JGO) dell'ESA e forse di un Jupiter Magnetospheric Orbiter (JMO) della JAXA. Anche la Russia, inoltre, ha espresso il suo interesse nell'invio di un lander su Europa come parte della flotta internazionale.

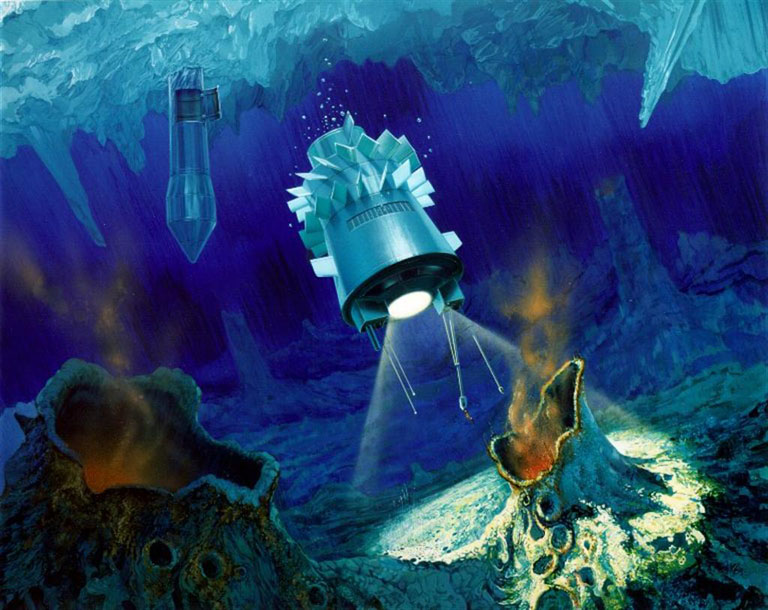
Concept di un cryobot e di un hydrobot.

#### Altre proposte
Alcune tra le idee più ambiziose che sono state proposte includono un impactor in combinazione con un impianto di perforazione termale per cercare tracce biologiche che potrebbero essere appena sotto la superficie. Un'altra proposta esamina la possibilità di utilizzare una sonda a fusione (cryobot) ad energia nucleare che sarebbe capace di sciogliere il ghiaccio fino a toccare l'oceano che dovrebbe trovarvisi al di sotto. Una volta raggiunta l'acqua, il cryobot rilascerebbe un veicolo sottomarino autonomo (hydrobot) che dovrebbe raccogliere informazioni e reinviarle sulla Terra. Entrambe le sonde, prima di essere lanciate, dovrebbero essere sottoposte a una forma di sterilizzazione estrema, per prevenire la rilevazione di organismi terrestri ed evitare la contaminazione dell'oceano sotto la superficie. Queste missioni, comunque, non hanno ancora raggiunto una decisiva fase di programmazione.

## Nella fantascienza
Europa è al centro di molte opere letterarie, videogiochi e film di fantascienza:
- Europa gioca un ruolo fondamentale del libro e nell'omonimo film 2010: Odissea due, di Arthur C. Clarke, e nel prosieguo della saga. Il pianeta ospita forme di vita primitive che ne popolano gli abissi oceanici; alieni ultra-avanzati trasformano Giove in una piccola stella per accelerarne l'evoluzione.
- Anche nel libro 2061: Odissea tre Europa è al centro della narrazione. Viene provata, infatti, la presenza di vita anfibia tra i ghiacci della luna e viene scoperto, inoltre, che il Monte Zeus, alto quanto l'Everest terrestre, non è che un gigantesco diamante precipitato su Europa in seguito all'esplosione del nucleo di Giove.
- Nel romanzo L'ultimatum, di Greg Bear (1987), Europa viene completamente distrutto da alieni che ne utilizzano i resti ghiacciati per terraformare altri pianeti.
- Creature provenienti da Europa sono protagoniste del romanzo di fantascienza Ilium, di Dan Simmons (2003).
- Nel romanzo di fantascienza La matrice spezzata, di Bruce Sterling (1985), Europa è abitata da esseri oltreumani geneticamente modificati.
- Nel videogioco Infantry, il sottosuolo di Europa ospita enormi metropoli.
- Nel Film 2010 l'anno del contatto di Peter Hyams tratto dal romanzo di Arthur C. Clarke.
- Nel film Europa Report di Sebastiàn Cordero del 2013, un equipaggio viene mandato in missione su Europa.

### Testi generali
- (EN) Cohen, Jack, Stewart, Ian, Evolving the Alien: The Science of Extraterrestrial Life, Ebury Press, 2002, ISBN 0-09-187927-2.
- (EN) Dick, Steven J., James E. Strick, The Living Universe: NASA And the Development of Astrobiology, Rutgers, 2004.
- (EN) Lemnick, Michael T., Other Worlds: The Search for Life in the Universe, New York, A Touchstone Book, 1998.
- (EN) Pickover, Cliff, The Science of Aliens, New York, Basic Books, 2003, ISBN 0-465-07315-8.
- (EN) Sagan, Carl, I.S. Shklovskii, Intelligent Life in the Universe, Random House, 1966.
- (EN) Sagan, Carl, Communication with Extraterrestrial Intelligence, MIT Press, 1973.

### Testi specifici
- Greeley, Head, Pappalardo - L'oceano nascosto di Europa - Le Scienze, n.377
- (EN) Richard Greenberg, Richard J. Greenberg, Unmasking Europa: the search for life on Jupiter's ocean moon, Copernicus Books, 2008, ISBN 978-0-387-47936-1.
- (EN) Richard Greenberg, Europa: the ocean moon - Search for an alien biosphere, Springer, 2005, ISBN 978-3-540-22450-1.

### Testi di fantascienza
- Arthur C. Clark, 2010 Odissea due, Rizzoli, 1986, ISBN 978-88-17-13609-9.
- (EN) Dan Simmons, Ilium, EOS, 2003, ISBN 978-0-380-97893-9.
- Bruce Sterling, La matrice spezzata, a cura di P. Nicolazzini, Nord, 1986, ISBN 978-88-429-0173-0.